# Maire Halava

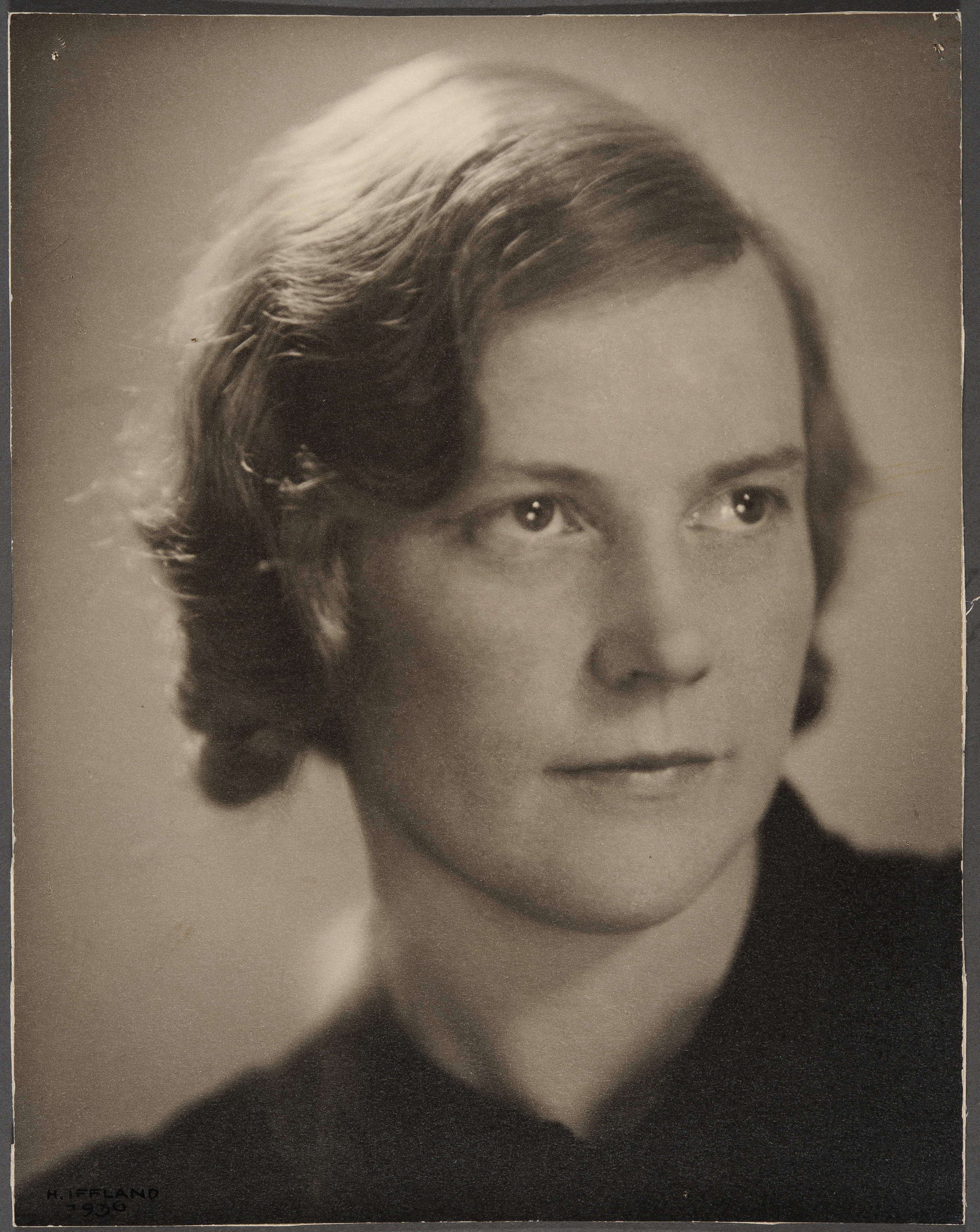
Maire Halava.

Maire Annikki Halava-Hämäläinen, född 26 mars 1911 i Helsingfors, död där 18 juli 2004, var en finländsk pianist.
Halava, som var dotter till vaktmästare Anton Fritiof Halava och Elin Sofia Eklund, erhöll, efter avslutad mellanskola 1927, diplom från Helsingfors konservatorium 1930. Hon företog studieresor till Paris 1932–1933 och senare talrika resor till Frankrike och Tyskland. Efter sin debutkonsert 1931 höll hon talrika konserter och andra uppträdanden i Finland och Skandinavien.